# 阿普147
阿普147（也稱為IC 298）是一對相互作用的環星系，位於鯨魚座，距離地球4.3億至4.4億光年，似乎不屬於任何重要星系群。該系統最初由 Stephane Javelle於1893年發現，並被列入特殊星系圖集。
阿普147是螺旋星系（右）與橢圓星系（左）碰撞時形成的 ，這次碰撞產生了不斷擴大的恆星產生波（亮藍色），有效速度為≳100 km /s，開始於4000萬年前。根據估計，恆星形成最極端的時期已於1500 萬年前結束，隨著年輕、超熱的恆星死亡（超新星），它們留下了中子星和黑洞。
右側星系的直徑為30,000光年，距離夥伴星系21,000光年。整個系統延伸約115,000光年。
2008年9月，哈伯太空望遠鏡的主要資料處理單元發生故障。在問題修正後，哈伯太空望遠鏡的第二代廣域和行星照相機拍攝阿普147，所拍攝影像的品質顯示哈伯太空望遠鏡恢復正常。